# Armindo
Armindo ist ein männlicher Vorname.

## Namensträger

### Vorname
- Armindo Araújo (* 1977), portugiesischer Rallyefahrer
- Armindo Lopes Coelho (1931–2010), portugiesischer Bischof
- Armindo Ferreira (* 1976), französischer Fußballspieler
- Armindo Fonseca (* 1989), französischer Radrennfahrer
- Armindo Maia, osttimoresischer Akademiker und Politiker
- Armindo Rodrigues de Sttau Monteiro (1896–1955), portugiesischer Politiker, Unternehmer, Diplomat und Universitätsprofessor
- Armindo Vaz d’Almeida (1953–2016), ehemaliger Premierminister von São Tomé und Príncipe
- Armindo Sieb (* 2003), deutscher Fußballspieler

### Familienname
- Antonino Armindo, osttimoresischer Politiker
- Nicolas Armindo (* 1982), französischer Rennfahrer